# Зверев, Даниил Евдокимович
Даниил Евдокимович Зверев (21 ноября 1894, Борисовка, Самарская губерния — 30 ноября 1941, Магаданская область) — участник Первой мировой войны и Гражданской войны в России — главнокомандующий партизанским Северо-восточным фронтом красных партизан.

## Биография
Даниил Евдокимович Зверев родился 21 ноября 1894 года в деревне Борисовка Пономаревской волости Бугурсланского уезда (ныне — в Пономарёвском районе Оренбургской области) в семье крестьянина-бедняка.
В 1912 году призван в царскую армию. Участник 1-й мировой войны, во время которой за храбрость и отвагу получил чин поручика и 4 георгиевских креста, в 1917 году — командир стрелковой роты.
Незадолго перед Октябрьской революцией Д. Е. Зверев вступил в ряды РСДРП(б), после этого вернулся в родную деревню, где был организатором уездной Красной гвардии и установления Советской власти, в рядах Красной Армии с 23 июля 1918 года.
В тяжёлых боях под Самарой попал в плен и оказался в Иркутской губернии в печально известном «эшелоне смерти». Д. Е. Зверев и ряд других большевиков обратились за советом в Иннокентьевский подпольный комитет РКП(б), который дал им согласие на вступление в особый отряд, указав при этом, что «выданное оружие должно пойти против колчаковских войск и интервентов».

### Командир красных партизан
Д. Е. Зверев был назначен фельдфебелем 2-й роты в недавно сформированном отряде особого назначения при управляющем Иркутской губернии. 5 июля 1919 года 2-я рота была отправлена на пароходе «Бурят» в Кежемскую волость. Через связных Иркутского губкома РКП(б) Зверев получил задание по прибытии роты в деревню Паново произвести переворот: уничтожить офицеров, а затем найти связь с партизанами Шиткинского фронта и вместе с ними вести борьбу в ближайших волостях.
Через месяц рота прибыла в с. Паново, где командир отряда поручик Мамаев оставил 1-й взвод и отправился дальше по реке Ангаре. Судьба поручика Мамаева решилась быстро.
19 августа был поднят мятеж, перебив офицеров, солдаты объявили себя партизанским отрядом, а Зверева избрали командиром, через день он сообщил в штаб Н. А. Бурлова о переходе отряда на сторону Советской власти и просил его прибыть в Паново. 24 августа состоялась встреча Бурлова и Зверева, затем на деревенской площадке прошёл парад и на общем собрании было принято решение о том, что все отряды объединяются в единый Приангарский партизанский отряд, затем избрали Военно-революционный совет и ревтребунал.
Командиром отряда стал Н. А. Бурлов, его заместителем стал Д. Е. Зверев. Далее они разработали план ведения боевых действий, при котором отряд совместно доходит до устья р. Илим и делится на две части: одна под командованием Зверева отправится по р. Илим и, достигнув р. Лена, обратно выйдет к р. Ангаре в район Братска, а другая часть будет вести боевые действия в районе Братска, Тангуя и Тулунского тракта.
4 сентября 1919 года отряд Зверева взял с. Нижне-Илимск, 10 числа пал Илимск. После Илимской победы молва об успехах отряда Зверева распространилась по всей губернии, а во всей Нижне-Илимской волости была восстановлена Советская власть. К партизанам присоединились крестьяне волости, рабочие Илимского дорожного тракта и Шестаковского солеваренного завода, отряд Зверева состоял из 300 бойцов.
Затем был разгром карателей капитана Белоголового и другие бои, в ходе которых партизаны нанесли белым чувствительный урон. Отряд рос и насчитывал три роты, их командирами стали Н. В. Дворянов, С. Я. Романов и А. Е. Молчанов.
Крупнейшей победой осени 1919 года стал штурм волостной столицы Большой Мамыри и пристани Заярск, 20 октября отряд Зверева из 800 человек был преобразован в 1-й Приангарский партизанский отряд, который возглавил Зверев и его заместитель Н. В. Дворянов. Далее по плану Зверева нужно было освободить Усть-Кут и весь Витимо-Ленский район.

### Главком красных партизан
3-8 ноября 1919 года в Нижне-Илимске прошёл 1-й краевой съезд рабочих, крестьянских и партизанских депутатов, от солдат своего полка делегатом на нём был Зверев. Решениями этого съезда был создан Временный крайсовет Северо-Восточного района, который объединил все партизанские отряды в единую партизанскую армию — Северо-Восточный фронт красных партизан Восточной Сибири с главнокомандующим Д. Е. Зверевым, начальником штаба В. К. Костичевым и товарищем по поручению А. А. Вимба.
Несколько дней спустя с большим трудом партизаны взяли Усть-Кут. Развивая успех, партизаны освобождали всё большеселений в верховьях и низовьях р. Лены. В последних днях декабря 1919 года в ряде городов (Киренск, Бодайбо, Верхоленск) произошли восстания, каждому из них пришли на помощь партизаны Зверева. 28 декабря 1919 года Зверев поздравил в своем воззвании всех жителей Приленского края с восстановлением Советской власти и победой над белогвардейцами. В начале января 1920 года штаб партизанской армии был перенесен в Балаганск, где по приказу № 2 от 2.01.1920 г. все партизанские отряды были сведены в три добровольные партизанские дивизии. В это время в Иркутске боролись за власть три силы: отряды колчаковской армии, Политцентр и Иркутский ВРК, последний 21 января 1920 года объявил о передаче всей власти в Иркутске в его руки.

### Командарм Восточно-Сибирской
22 января 1920 года была создана Восточно-Сибирская советская армия на базе всех существующих в губернии добровольных дружин и партизанских отрядов. Её командующим стал Д. Е. Зверев, который завершил реорганизацию вооруженных сил ВССА в единую силу, много внимания уделялось не только военному обучению, но и общеобразовательному.
30 января начались трудные бои с армией ген. В. Каппеля под г. Зима, части под ком. А. Н. Нестерова, неся большие потери, сумели остановить части белых, затем в трудных боях каппелевцы были разбиты и спешно пробивались в Забайкалье к японцам и атаману Семёнову.

### 20-е годы
После окончания сражений в Иркутской губернии Д. Е. Зверев отозван в Генеральный штаб РККА, затем направлен на учёбу в Высшую военную школу — сначала в Оренбург, затем в Ташкент.
Курсанты и преподаватели принимали участие в боях против войск бухарского эмира. В 1921 году Д. Е. Зверев стал помощником комиссара военной школы, в сентябре 1924 года — комиссаром военной школы им. В. И. Ленина, на этом посту он много сил и времени отдал на подготовку национальных кадров.
Через год, в апреле 1925 года, Зверев переведен на должность комиссара штаба 13-го стрелкового корпуса, который вёл бои против басмачей на территории современного Таджикистана. И вновь перевод, теперь уже в Москву на должность военного комиссара Главных военно-хозяйственных складов, через два года Зверев оказался на строительстве Днепрогэс в должности начальника коммунального хозяйства, при этом он получал образование в Московском строительном институте, по окончании второго курса которого работал прорабом на строительстве Днепрогэс.

### 30-е годы
В марте 1930 года члены сельхозкоммуны «Красный партизан» из села Усть-Кут, среди которых было много бойцов отряда Зверева, направили на его имя телеграмму с просьбой занять пост руководителя коммуны, которую Зверев принял. В мае того же года он с семьей приехал в Иркутск, но Крайком партии отменил поездку в Усть-Кут, назначив Даниила Евдокимовича сначала заместителем, а потом директором краевой конторы «Колхозстрой».
Через три года Зверева как кадрового командира Красной Армии перевели на должность председателя крайсовета Осоавиахима, затем — в Винницу на должность председателя Винницкого облсовета Осоавиахима.
В годы «ежовщины» Даниил Евдокимович Зверев, как и многие участники партизанского движения в Приангарье, был арестован. Д. Е. Зверев умер в ноябре 1941 года в возрасте 47 лет в одном из колымских лагерей.

## Память
16 ноября 1969 года в Усть-Куте по предложению ветеранов гражданской войны в Приленье был открыт памятник легендарному партизанскому командиру. Автор памятника — ленинградский скульптор Михайлов. Памятник установлен на берегу Лены в живописном сквере на ул. Пролетарской. Также памятник Д. Е. Звереву установлен в с. Хомутово, под Иркутском.
В 1930—1938 гг. в Братском (с 1935 г. в Тангуйском) районе существовал колхоз «им. Зверева», переименованный затем в «Коммунар».
В Иркутской области его именем названы улицы Братска, Иркутска и Усть-Кута(1967 г.), ряда сел и поселков.
На родине героя его именем названа средняя общеобразовательная школа с.Борисовки и пионерский отряд с легендарным барабанщиком Прониным А.А